# 에우포리에
에우포리에(Euporie 또는 Euporia)는 그리스 신화에 등장하는 풍요의 신이다. 에우포리에는 그리스어 낱말로 '풍요'를 의미한다. 토지의 비옥을 조절하지만 계절의 질서와 인간 사회의 질서를 담당하는 여신을 포함한 호라이의 3대 중 하나이다.